# Huldue
Hulduen (Columba oenas) er en duefugl, der lever i Europa og det vestlige Asien. Dens levested er typisk ældre løvskov, hvor den kan finde redehuller, dog kan den også ses i klitområder, hvor den yngler i kaninhuller. Ofte er den under trækket i selskab med den almindelige ringdue.
Arten er en fåtallig dansk ynglefugl, men er temmelig almindelig som trækgæst. Den er fredet.

## Kendetegn
Hulduen har en rimelig ensfarvet, blålig fjerdragt med en grønlig plet på halsen og to sorte striber på hver vinge. Den bliver 32-34 cm lang og har en forholdsvis kort hale. Den kan forveksles med tamduer. Ringduen er væsentlig større, har hvide vingefelter samt for voksne en tydelig, hvid ring om halsen.

## Ynglepladser
Hulduen foretrækker at yngle på grænsen mellem skov og opdyrkede marker, hvor den finder redehuller i træer eller benytter sig af opsatte redekasser. Den parrer sig første gang i 1-års alderen og lægger to æg i midten af april. Rugetiden varer typisk 17-18 dage og ungerne er flyvefærdige 20-30 dage gamle. I alt udruges årligt to-tre kuld i Danmark.

## Føde
Hulduens føde består hovedsageligt at planter, bl.a. bær, frø, agern og grønne blade.